# بيدرو غيرا
بيدرو غيرا (بالإسبانية: Pedro Guerra)‏ هو عازف قيثارة ومغني وكاتب أغاني إسباني، ولد في 2 يونيو 1966 في غويمار في إسبانيا.

## وصلات خارجية
- الموقع الرسمي
- بيدرو غيرا على موقع IMDb (الإنجليزية)
- بيدرو غيرا على موقع ميوزك برينز (الإنجليزية)
- بيدرو غيرا على موقع ديسكوغز (الإنجليزية)